# HSBC Canada Building
L'HSBC Canada Building è un grattacielo di Vancouver, capoluogo della provincia canadese della Columbia Britannica. Situato nel centro di Vancouver, l'edificio, progettato da WZMH Architects, ospita la sede canadese dell'HSBC dal 1987, anno in cui venne inaugurato.
Alto 100,5 metri, il grattacielo conta 23 piani essenzialmente occupati da uffici.

## Galleria d'immagini

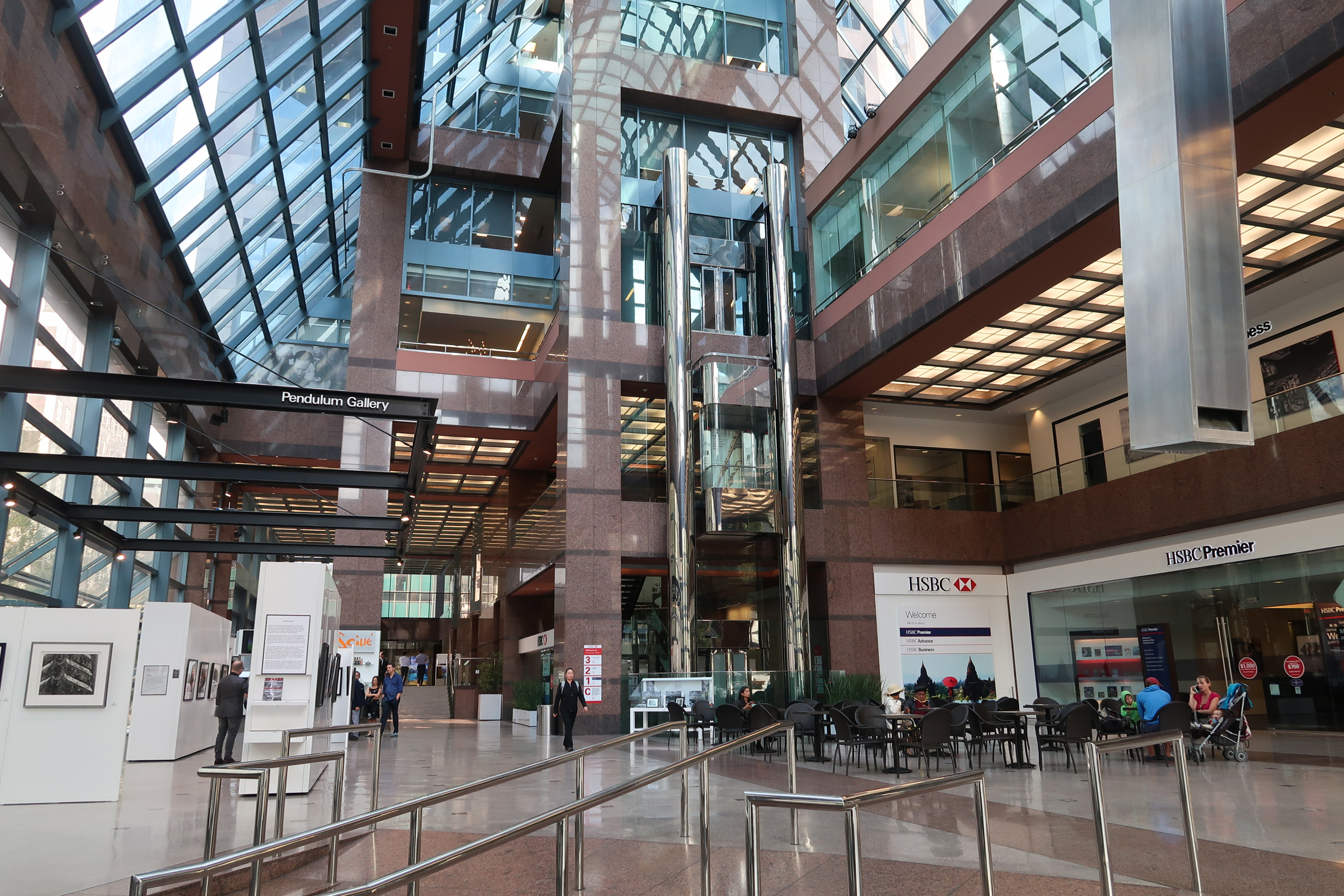
Il grande atrio d'ingresso
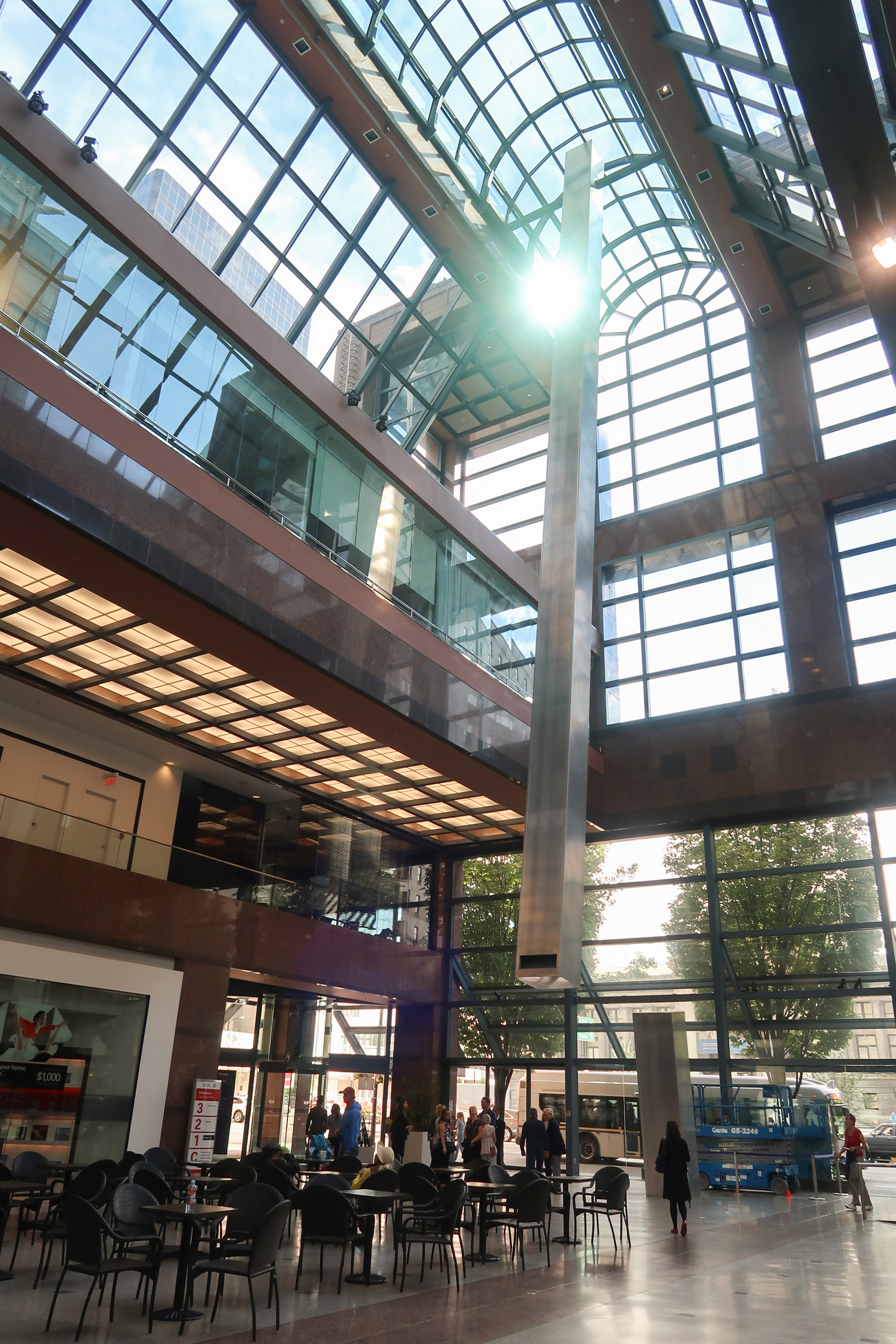
Il Pendolo, installazione di Alan Storey